# Polystichum pianmaense
Polystichum pianmaense är en träjonväxtart som beskrevs av W. M. Chu. Polystichum pianmaense ingår i släktet Polystichum och familjen Dryopteridaceae. Inga underarter finns listade.